# Denis Trap
Denis Trap, slovenski glasbenik in pevec zabavne glasbe, * 17. november 2002, Celje

## Življenjepis
Denis Trap se je rodil 17. novembra leta 2002 v Celju. Obiskoval je Osnovno šolo bratov Letonja v Šmartnem ob Paki in šolanje nadaljeval na Srednji zdravstveni in kozmetični šoli Celje, smer zdravstvena nega.
Denis prihaja iz okolice Šoštanja, natančneje Skornega pri Šoštanju. Pri sedmih letih je v glasbeni šoli Velenje začel igrati klavir, kjer je z odliko tudi zaključil nižjo glasbeno šolo, kasneje pa je svoje glasbeno izobraževanje nadaljeval, in sicer smer – orgle. Pevsko se je več let izpopolnjeval pri pevki Ireni Vrčkovnik, s katero tudi večkrat nastopa, med drugim je nastopil v duetu v oddaji Slovenski pozdrav. Že v osnovni šoli je začel prepevati v različnih pevskih zborih, kasneje pa se je pridružil tudi Mešanemu pevskemu zboru Skorno. Leta 2019 je v Hrastniku s svojim nastopom navdušil žirijo in publiko na glasbenem tekmovanju Slovenska nota in si tako priboril zmago, za katero je kot nagrado prejel svojo prvo pesem »Noč in dan«, ki jo je napisal Alex Volasko. Leta 2020 je predstavil svojo prvo avtorsko pesem z naslovom »100«.
V svojem glasbenem delovanju tako pred kot tudi po zmagi na že omenjenem festivalu izkušnje pridobival z nastopanjem na različnih prireditvah, razstavah, literarnih večerih, dobrodelnih koncertih ter s samostojnimi koncerti, ki jih je prirejal po celi Savinjski in Zasavski regiji - v zadnjih letih pa je na platformah YouTube, Facebook in Instagram priredil tudi dva zelo uspešna spletna koncerta. Na svojih socialnih omrežjih, predvsem na YouTubu, pa že kar nekaj let objavlja tudi različne priredbe slovenskih in tujih pesmi. Poleti 2021 je izdal pesem »Melodija morja«, ki jo je kot soavtor ustvaril skupaj z Ireno Vrčkovnik, v prazničnem decembru istega leta pa je izdal prvo avtorsko božično pesem »Božiček prosim«. Julija 2022 je izdal singel »A prima vista« - na prvi pogled, pod katerega sta se kot avtorja podpisala Leon Oblak ter njegov sin Dino Oblak. Leta 2023 pa je na povabilo izjemnega ustvarjalca besedil Leona Oblaka, kot najmlajši nastopajoči nastopil na festivalu Ritem srca 2023.

## Diskografija
| Leto | Naslov                                            |
| ---- | ------------------------------------------------- |
| 2019 | Noč in dan                                        |
| 2020 | 100                                               |
| 2021 | Melodija morja                                    |
| 2021 | Božiček prosim                                    |
| 2022 | A prima vista                                     |
| 2022 | Božiček prosim - priredba z MPZ OŠ bratov Letonja |
| 2023 | Ljubezen nikoli ne mine                           |
| 2024 | Novi valovi                                       |
| 2024 | Sanjaj, jokaj                                     |

## Nastopi na glasbenih festivalih

#### Slovenska nota
2019: Julija (Aleksander Mežek) – zmaga na festivalu 
Ritem srca
2023: Ljubezen nikoli ne mine (Leon Oblak/ Gal Oblak/ Damjan Pančur)